# みなさんのおかげさまです! 大スゴロク大会
みなさんのおかげさまです! 大スゴロク大会（みなさんのおかげさまですだいすごろくたいかい）は、1991年1月25日にモノリス（後に設立されるモノリスソフトとは無関係）よりアーケードゲーム筐体Multi Video System用として発売した麻雀ゲーム。同年7月1日にネオジオに移植された。

## 概要
かつて一世を風靡したコント番組をモチーフにした麻雀ゲームソフト。番組の製作元には無許可で作られている。
キツイ顔の女子高生でダマテンが多い「のりちゃん」かヒゲの濃いホモ即リーチの「カマオ」、どちらか選び対人戦を行い、あがった、あがられた翻数に応じて目が決定。双六を進み、そのマスの指示に従う。スタートより戻る場合はGAMEOVER、ショップのみイベントが起こる。このゲームはGAMEOVERのマスが多数配置されており、勝ってもゲームオーバーになる恐れがある（逆に言えば、最初の1局を除き負けても続行できる可能性がある）。
ゴールのマスにたどり着けばそのキャラクターの負けになり、100000点を越えていたら女性キャラから「ざけんじゃないわよ」とビンタを受け鼻血を出し、キャラクターを入れ替えての二周目が始まる。双六のマスにある「GAME OVER」マスでゲームオーバーを選ばない限りゲームは延々と続く。
家庭用ネオジオの場合、ほとんどの作品は4回までしかコンティニューできない仕様になっているが、本作は何回でもコンティニューができる。

## 双六のマス
- \袋 - 対戦で使えるアイテムを点数で買い物をする。
- ？ - アイテム一つが与えられる（ハズレもあり）。
- ギャル - 女性キャラの私物を拾い女性の下着、水着姿を妄想する。
- GAME OVER - ゲームオーバー。双六のマスのほぼ半分がこのマスで占められており、このゲームの理不尽さを象徴している。
- 笑 - ショータイム。二人のショートコント。
- 天使 - オカマの天使が現れ、コースのショートカットをしてくれる。
- 悪魔 - 10マス戻る。
- ジョッカーマーク - 1万点かアイテム1つを取られる。

## アイテム
チビダーカプセル
次にツモする牌がわかる。
ファンファンリーチ棒
「出でよ！リーチ棒男！」と言う声でリーチ棒男が登場し、ツモ牌が出るまで牌を破壊する。
リエコのふんどし
積み込み配牌をしてくれる。
マリアの超だいたん
相手の牌を吹き飛ばして全とっかえし、リーチを阻止する。
灯油缶
空から灯油缶が降ってきて相手にツモ切りしかできなくさせる。
変身ベルト
要らない牌を交換する。